# Székelyföldi ösztöndíj
A Székelyföldi művészeti ösztöndíj, vagy Székelyföldi ösztöndíj 1941–1943 között működő magyar állami művészeti ösztöndíj volt. Célja a második bécsi döntés értelmében Észak-Erdély részeként újra Magyarországhoz csatolt Székelyföld természeti szépségeinek és népi sajátosságainak megismerése, valamint a székelyföldi és magyarországi művészeti kapcsolatok elmélyítése volt.

## Létrehozása
A Klebelsberg Kuno-féle kultúrpolitikai irányzat a trianoni béke következményeitől megroppant Magyarország erősödését egy kulturális megújulásban látta. Ennek részeként a Vallás- és Közoktatásügyi Minisztérium feladatai az oktatás, a kultúra és a művészet számos területére kiterjedtek. 
Az 1940. augusztus 30-i döntés értelmében Észak-Erdély újra Magyarország részévé vált, amelyet a revizionista politika sikereként kitörő örömmel fogadott a közvélemény. A valóságban a területi, gazdasági és nemzeti revízió előnyei számos közigazgatási hátránnyal is együtt jártak.
 

A kormányzat számára 1941-től vált fontossá az Észak-erdélyi régiók kulturális felzárkóztatása, és a kultúrpolitikai törekvésekben való felhasználása. Hóman Bálint kultuszminiszter 1941 augusztusában fogalmazza meg a székelyföldi művészeti ösztöndíj létrehozásának szükségességét:

„Székelyföldi művészi ösztöndíjakat létesített a kultuszminiszter. Hóman Bálint kultuszminiszter a visszacsatolt Székelyföld természeti szépségeinek és népi sajátságainak megismerése, valamint az anyaország és a Székelyföld művészeti kapcsolatainak kimélyítése céljából „székelyföldi ösztöndíjakat“ létesített. Az ösztöndíjelfogadásával a művész kötelezi magát, hogy két hónapig a Székelyföldön — tetszés szerint választott, de a fenti célra alkalmas helyen — dolgozik. A kiosztásra kerülő 12 ösztöndíj adományozása hármas csoportokban történik. Egy-egy ösztöndíjösszege 500 pengő, amelyhez 100 pengő utazási megtérítés jár.”

– írja az Újság.
Az ösztöndíjra pályázó művészek egyedülállóan vagy csoportokban is teljesíthették a székelyföldi tanulmányútjukat, ezt a pályázat leadásakor jelölhették meg. Az ösztöndíj kedvezményezettjei közös kiállítás keretében tartoztak beszámolni munkájukról. Az ösztöndíj nagy sikernek örvendett és Szinyei Merse Jenő hivatali idején is folytatódott. Az ösztöndíj működtetését és a pályaművek elbírálását az 1934-ben létrehozott Országos Irodalmi és Művészeti Tanács végezte.

## Székelyföldi ösztöndíjasok
A kezdeményezés népszerűségét tanúsítja, hogy 1941-ben 101 grafikus és festő adott be kérelmet az ösztöndíjra. Az első évben ösztöndíjat nyert művészek száma bizonytalan. Tímár Árpád művészettörténész a nyertesek névsorából Aba Novák Vilmost, Szőnyi Istvánt, Jeges Ernőt, Heintz Henriket, Onódi Bélát, Koffán Károlyt és Hincz Gyulát emeli ki.
Az 1943. évben kiírt ösztöndíj nyerteseinek névsorán a Budapesti Közlöny hozta nyilvánosságra: András László, Éless István, Csiki Gál János, Koffán Károly, Csáki-Maronyák József, Rafael Viktor, Mágori Vargha Béla, Farádi Veress Izabella, Kunt Ernő, Kőhalmi László, Veress Pál és Bod László.
Az 1944. évre kiírt pályázat nyertesei a gyakorlatban már nem élhettek az ösztöndíjjal. A névsor 1944. július 1-jén került nyilvánosságra: Jancsek Antal, Illés Árpád, Németh László, Endrédy György, Lengyel Tibor, Kapussy György, Csallóközi Farkas Lőrinc, Bodnár Bertalan, Gaál Dezső, Péntek András, Cz. Hikády Erzsébet és Miklóssy Gábor.